# Fábio Silvestre
Fábio Silvestre (Sobral de Monte Agraço, 25 de gener de 1990) és un ciclista portuguès, professional des del 2012. Actualment corre a l'equip Sporting-Tavira.
Un dels seus principals èxits és la victòria final al Triptyque des Monts et Châteaux de 2013.

## Palmarès
- 2010
  - Vencedor d'una etapa de la Volta a Portugal del Futur
- 2011
  -  Campió de Portugal sub-23 en ruta
- 2012
  -  Campió de Portugal sub-23 en contrarellotge
- 2013
  - 1r al Triptyque des Monts et Châteaux
  - Vencedor d'una etapa de la Tour de Normandia
  - Vencedor d'una etapa de la Circuit de les Ardenes
  - Vencedor d'una etapa de la Ronda de l'Oise
- 2017
  - Vencedor d'una etapa del Gran Premi Abimota

### Resultats al Giro d'Itàlia
- 2015. 149è de la classificació general